# 波多村 (島根県)
波多村（はたむら）は、島根県飯石郡にあった村。現在の雲南市掛合町波多、掛合町入間、掛合町穴見にあたる。

## 地理
- 河川：波多川[1]

## 歴史
- 1889年（明治22年）4月1日、町村制の施行により、飯石郡波多村、入間村、穴見村が合併して村制施行し、波多村が発足[1][2]。役場を大字入間に置いたが、のち大字波多に移転した[1]。
- 1913年（大正2年）波多村信用購買組合設立[1]。
- 1955年（昭和30年）4月1日、飯石郡掛合町と合併し掛合町が存続して廃止された[1][2]。

## 産業
- 農業[1]